# Пиперкент
Пиперкент (лезг. ПипIер) — село в Сулейман-Стальском районе Дагестана. Входит в состав сельского поселения сельсовет Шихикентский. Является хранилищем более 40 сортов грушевых деревьев.

## География
Расположено в 13 км к югу от райцентра села Касумкент.

## Население
| 1895 | 1926 | 1939 | 1970 | 1989 | 2002 | 2010 |
| ---- | ---- | ---- | ---- | ---- | ---- | ---- |
| 233  | ↘174 | ↗247 | ↘199 | ↘64  | ↗184 | ↗225 |
| 2021 |      |      |      |      |      |      |
| ↘198 |      |      |      |      |      |      |